# Nigramma rotundipennis
Nigramma rotundipennis är en fjärilsart som beskrevs av Robinson 1975. Nigramma rotundipennis ingår i släktet Nigramma och familjen nattflyn. Inga underarter finns listade i Catalogue of Life.